# Platymiscium darienense
Platymiscium darienense är en ärtväxtart som beskrevs av John Duncan Dwyer. Platymiscium darienense ingår i släktet Platymiscium och familjen ärtväxter. Inga underarter finns listade i Catalogue of Life.

## Bildgalleri